# Kidd's Orange Red
 (septembre 2021).
Si vous disposez d'ouvrages ou d'articles de référence ou si vous connaissez des sites web de qualité traitant du thème abordé ici, merci de compléter l'article en donnant les références utiles à sa vérifiabilité et en les liant à la section « Notes et références ».
Kidd's Orange Red est un cultivar de pomme. 

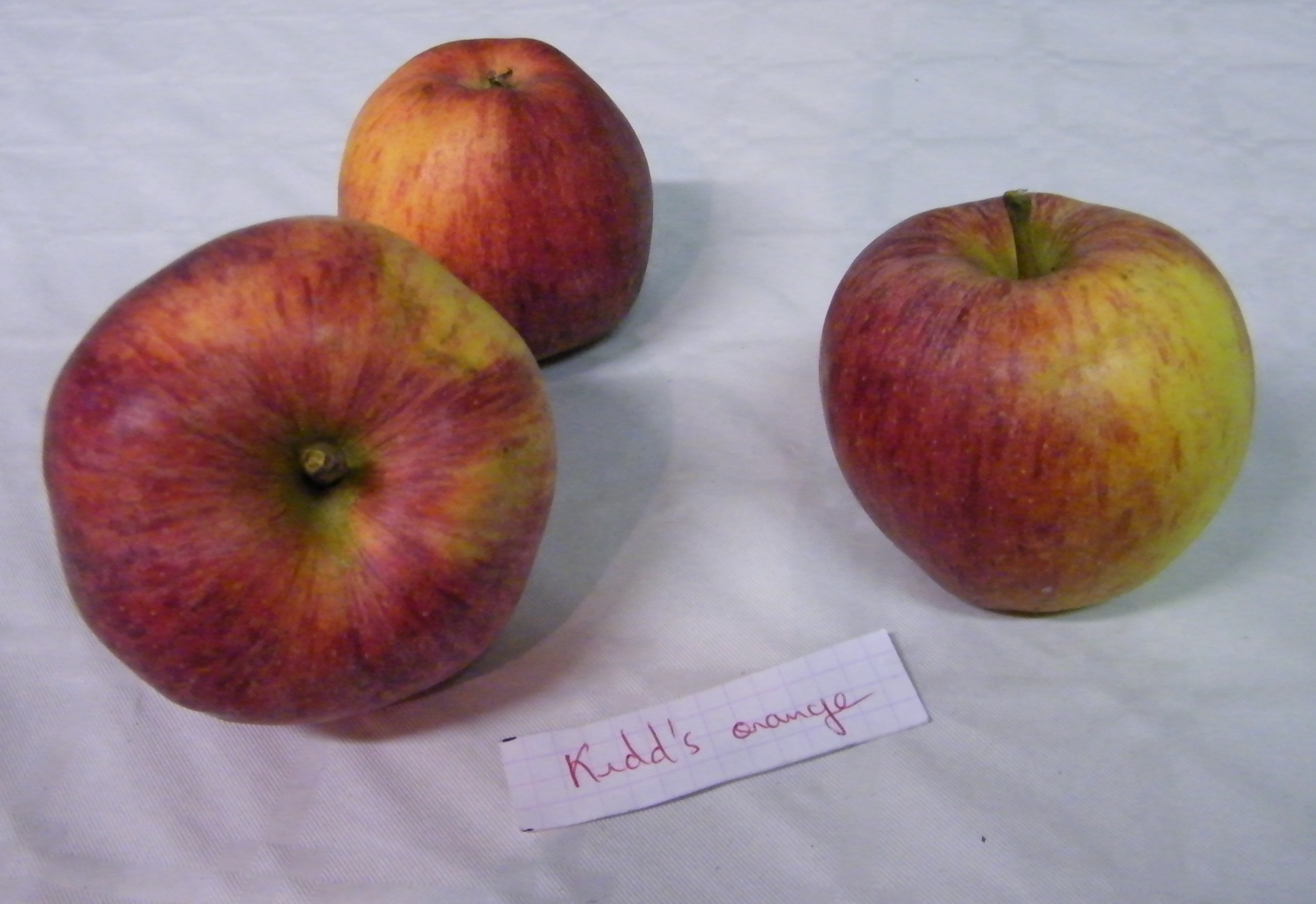
Kidd's Orange Red.

## Origine
Le fruit doit son nom à un jardinier amateur néo-zélandais, J.H. Kidd, qui créa la variété en 1924.
Appréciant la célèbre variété anglaise Cox's Orange Pippin, il la croisa avec la Red delicious et obtint ainsi ce fruit légèrement aplati, jaune tendant vers l'orangé rouge, tacheté de marbrures de liège, ce qui lui donne un aspect rustique.

## Description
Sa peau est fine. Sa chair ferme et son goût plus sucré que celui de la Cox.
Kidd's Orange Red est mûre vers la mi-octobre dans l'hémisphère Nord et se conserve jusqu'en janvier.

## Culture
La variété est pollinisée par James Grieve, Grenadier, Calville blanc d'hiver, Esopus Spitzenburg, Fuji, Golden Delicious, Pinova, Winter Banana.